# نيفيل فورد
نيفيل فورد (18 نوفمبر 1906 في المملكة المتحدة - 15 يونيو 2000 في المملكة المتحدة) (بالإنجليزية: Neville Ford)‏ هو لاعب كريكت بريطاني. لعب مع نادي مقاطعة ديربيشاير للكريكت ‏ ونادي مقاطعة ميدلسكس للكريكت ‏ ونادي مارليبون للكريكت ‏ ونادي الكريكت في جامعة أكسفورد ‏.